# Cheilosia vicina
Cheilosia vicina là một loài ruồi trong họ Ruồi giả ong (Syrphidae). Loài này được Zetterstedt mô tả khoa học đầu tiên năm 1849. Cheilosia vicina phân bố ở vùng Cổ Bắc giới